# Pascale Robert-Diard
Pascale Robert-Diard (?, 1961 –) francia újságíró és regényíró.

## Életrajza
Pascale Robert-Diard 1986-ban csatlakozott a Le Monde-hoz, kezdetben politikai újságíróként. 2002 óta jogi rovatvezető, aki a nagyobb bírósági ügyekről (peres ügyek, politikai és pénzügyi botrányok), valamint az igazságszolgáltatás mindennapjairól tudósít, beleértve a büntetőbíróságokat, a polgári tanácsokat és a gyorsított eljárásokat.
Elhivatottságát egy nagyszabású tárgyaláshoz köti, amelyen akkor vett részt, amikor még csak az újságírói pályán kezdett dolgozni:
"Azért vonzott ez a munka, mert lehetőségem volt részt venni Klaus Barbie perén, amikor gyakornok voltam a Le Monde-nál, és nagyon lenyűgözött".
Irodalmi stílusban írt rovatai általában hosszúak és részletesek, és nagy hangsúlyt fektetnek a pszichológiára. A jogi közösségben széles körben olvassák őket. ·  Olyan szakember, akit a média rendszeresen felkér, hogy kommentálja az aktuális jogi ügyeket, mint például Nicolas Bonnemaison, a halálos betegek eutanáziával vádolt sürgősségi orvos esetében. Pascale Robert-Diard évek óta blogot vezet, amely szerinte "megmentette a Le Monde jogi rovatát". Munkáját úgy foglalja össze, hogy "közreműködik a jogi igazság megalkotásában ", és hangsúlyozza újságírói munkájának irodalmi dimenzióját. A Délibéré című folyóiratban 2018-ban megjelent interjúban P. Robert-Diard hangsúlyozta:
"Büszke vagyok arra, hogy szavakkal dolgozom. Gyakran éjszakába nyúlóan dolgozom, mert más napilapokkal ellentétben a Le Monde reggel «bezárja» az oldalait. Így több időm van az írásra. És ez lényeges, mert úgy gondolom, hogy a dolgok annyira összetettek, törékenyek és komolyak, hogy amivel tartozom az olvasóknak, az a szavaim pontossága és precizitása."
A Le Monde jogi rovatai mellett több olyan könyv szerzője, amelyek a valóság és a fikció határán mozognak. Visszatekintve megközelítésére, így magyarázza: "Kezdetben mindenekelőtt azt akartam elmesélni, hogy a bűncselekmény hogyan hatott más emberekre. De apránként ez az irodalmi dimenzió egyre nagyobb jelentőséget kapott. A több mint tizenöt éves gyakorlat során az írásom megváltozott, és fokozatosan megszabadultam a műfaji kódoktól."

## Díjai
2004-ben elnyerte az év Jean-Luc-Lagardère újságírója díjat a ELF-perről szóló tudósításáért.
2018-ban elnyerte a Fondation Varenne által odaítélt 2018. évi nemzeti napisajtódíjat a gyámügyi igazságszolgáltatásról szóló, a Le Monde számára írt riportjáért. · 

## Kiadványok
- 2006-ban megjelent Dans le ventre de la justice (Perrin(wd)) című esszéje.
- 2015-ben ő írta a Le Procès Carlton (Le Lombard(wd)) című könyv szövegét, amelyet François Boucq(wd) illusztrált. A Le Monde számára nyomon követte a affaire du Carlton de Lille(wd)[12] ügyet.[13] · [14].
- 2016-ban jelent meg a La Déposition (L'Iconoclaste(wd)) című könyve, amely az affaire Agnès Le Roux ügyet,[15] más néven az Agnelet-ügyet dolgozza fel.[16] A könyv a 2016-os prix Femina döntőjébe jutott.
- 2017-ben jelent meg a La Part du juge című könyve, amely a valóság fanyar krónikája a tárgyalóteremből szemlélve. (Arkhê(wd), előszó: Denis Salas(wd))
- 2018-ban Stéphane Durand-Soufflanddal, a Figaro jogi rovatvezetőjével közösen kiadta a Jours de crimes (L'Iconoclaste) című kötetét.
- 2021-ben a Gabrielle Russier-ügyről(wd)[17] szóló Comprenne qui voudra (L'Iconoclaste) című kötetét Joseph Beauregard újságíróval és filmkészítővel közösen adja ki.[18] sur l'Affaire Gabrielle Russier.
- 2022-ben kiadja a La Petite Menteuse (L'Iconoclaste) című regényét.[19] A regényt a prix Goncourt és a prix Interallié(wd) 2022 díjra jelölték.[20]

### Magyarul
- A kis hazug (La petite menteuse) – Park, Budapest, 2024 · ISBN 9789636330088 · Fordította: Gulyás Adrienn

## Fordítás
- Ez a szócikk részben vagy egészben  a   Pascale Robert-Diard című francia Wikipédia-szócikk fordításán alapul.  Az eredeti cikk szerkesztőit annak laptörténete sorolja fel. Ez a jelzés csupán a megfogalmazás eredetét és a szerzői jogokat jelzi, nem szolgál a cikkben szereplő információk forrásmegjelöléseként.